# Serge Proulx
Serge Proulx (* 8. Juli 1953 in Québec (Stadt)) ist ein ehemaliger kanadischer Radrennfahrer.

## Sportliche Laufbahn
Proulx war im Straßenradsport aktiv. Er war Teilnehmer der Olympischen Sommerspiele 1976 in Montreal.
Kanada wurde im Mannschaftszeitfahren mit Brian Chewter, Marc Blouin, Serge Proulx und Tom Morris auf dem 16. Rang klassiert. In der Tour de l’Abitibi 1969 kam er auf den dritten Platz.